# Hungry Ghost
Hungry Ghost (с англ. — «голодный призрак») — третий студийный альбом австралийской рок-группы Violent Soho, выпущенный в 2013 году.
Предстоящий выход альбома был анонсирован в июле 2013 года, датой было объявлено 6 сентября того же года. Одновременно был сделан анонс состоявшегося уже неделю спустя релиза первого сингла из нового альбома — композиции «In The Aisle».
По словам фронтмена группы Люка Бирдэма, название альбома и одноимённой песни, изначально относящееся к китайскому буддизму (см. преты), было взято им из книги канадского гражданского активиста Калле Ласна Culture Jam и иносказательно подразумевает человека, который в стремлении исполнить своё желание теряет себя.

## Список композиций
1. «Dope Calypso» (5:06)
2. «Lowbrow» (3:32)
3. «Covered In Chrome» (3:34)
4. «Saramona Said» (4:02)
5. «In The Aisle» (3:43)
6. «OK Cathedral» (4:46)
7. «Fur Eyes» (4:35)
8. «Gold Coast» (3:03)
9. «Liars» (3:43)
10. «Eightfold» (4:05)
11. «Hungry Ghost» (4:16)

## Оформление
Рисунок для обложки альбома выполнен британским художником Сэмом Данном (англ. Sam Dunn). Работа была включена австралийской радиостанцией triple j в число десяти лучших обложек музыкальных альбомов 2013 года; при этом было отмечено, что изображение достаточно точно отражает содержание диска и отсылает к популярному в 1990-х годах стилю рисунков на деках скейтбордов.
Также Данном была создана обложка для издания в виде сингла композиции «Saramona Said» из этого же альбома.

## Реакция критиков
По мнению критиков, на содержании альбома сказалось возвращение группы на австралийскую сцену после американской и его затянувшееся в связи с творческим кризисом Люка Бирдэма создание. Со ступором Бирдэму в итоге удалось справиться, обратившись к жанровой сути творчества их ансамбля, что направило новый альбом в сторону от альтернативного рока в стилистике 1990-х годов, свойственного предыдущему альбому, к истокам гранжа.
В числе групп, творчество которых могло оказать влияние на данный диск, Джеймс Монгер с портала AllMusic называет Smashing Pumpkins раннего периода, также некоторые критики указывают на близость по характеру — иногда вплоть почти до степени смешения — по крайней мере отдельных треков (например, «Covered In Chrome» и «Lowbrow») к произведениям группы Pixies. Обозреватель сайта Consequence of Sound Дэн Богосян находит такие сравнения слишком поверхностными и в качестве наиболее прямых источников влияния предлагает такие не относящиеся к первому ряду исполнителей гранж-группы, как Green River, Screaming Trees и Mudhoney, — Монгер с этим списком также солидарен.
Альбом характеризуют как более стройный и расслабленный, но в то же время отмечают и бо́льшую динамичность. Более зрелые стихи ушли от тематики проблем в отношениях, затрагивая теперь, например, потребительство и тоску ежедневной рутины.
Ключевыми песнями критики называют стартующую в духе тихой инди-композиции, но быстро набирающую мощь «Dope Calypso», открывающую альбом, и по сравнению с остальными более склоняющуюся к поп-панку «Eightfold», особенностью которой являются перекликающиеся вокальные партии. Критик издания Exclaim! Лиза Сукрадж находит у этой пары композиций общие черты с лучшими произведениями Blink-182. Рецензент Consequence of Sound выделяет «Eightfold» как одну из более определённых, личных песен среди представленных на альбоме, которые в связи с таким своим характером и лучше отпечатываются в памяти.
С точки зрения рецензентов, несмотря на отсутствие блестящих находок и определённую предсказуемость, альбом может доставить слушателю удовольствие, хотя и не сразу. То же касается и большинства его песен в отдельности, — их концовки при этом (в частности, к примеру, «OK Cathedral») в основном ритмичны, динамичны и прочувствованы, чем производят большое впечатление.

## Хит-парады
Hungry Ghost стал первым релизом Violent Soho, попавшим в чарт Австралийской ассоциации звукозаписывающих компаний, дебютировав на 6-м месте еженедельного общего рейтинга чуть более чем через неделю после выхода, а также на 1-м месте среди альбомов, созданных при участии независимых лейблов. В 2014 году диск был сертифицирован как «золотой» (более 35 000 продаж) и по итогам года занял 60-е место в чарте альбомов (25-е — среди альбомов австралийских исполнителей). На ноябрь 2016 года альбом, вновь вернувшийся в число 20 наиболее популярных изданий независимых лейблов, находился в этом рейтинге в общей сложности 28 недель.
В феврале 2014 года «Covered In Chrome» попал в хит-парад 20 синглов австралийских исполнителей, в котором провёл три недели, достигнув 17-го места. К 2016 году число проданных экземпляров сингла также позволило стать ему «золотым».
Оказавшись в июне 2014 года в радио-рейтинге синглов независимых лейблов, «Fur Eyes» находился в нём 13 недель, максимально поднявшись до 7-го места.

## Награды и номинации
| Премия                  | Категория                                    | Номинант или предмет номинации          | Результат |
| ----------------------- | -------------------------------------------- | --------------------------------------- | --------- |
| ARIA Music Awards       | Лучшая группа                                | Violent Soho за «Saramona Said»         | Номинация |
| ARIA Music Awards       | Лучший независимый релиз                     | «Saramona Said»                         | Номинация |
| ARIA Music Awards       | Лучшее видео                                 | Дэн Грэц за клип на «Covered In Chrome» | Номинация |
| AIR Awards              | Лучший независимый альбом                    | Hungry Ghost                            | Победа    |
| AIR Awards              | Лучший независимый хард-рок- или панк-альбом | Hungry Ghost                            | Победа    |
| AIR Awards              | Лучший независимый сингл или EP              | «Covered In Chrome»                     | Номинация |
| Queensland Music Awards | Альбом года                                  | Hungry Ghost                            | Победа    |